# Блекфрайърски мост (филм, 1896)
„Блекфрайърски мост“ (на английски: Blackfriars Bridge), известен също като „Трафик по Блекфрайърския мост (на английски: Traffic on Blackfriars Bridge) е британски късометражен документален ням филм, заснет през 1896 година от продуцента и режисьор Робърт Уилям Пол.

## Продукция
Пол разполага стационарната камера в южната част на Блекфрайърския мост в Лондон, гледайки на север. Той заснема трафика, преминаващ по моста над река Темза. На кадрите се виждат вървящи пешеходци с бомбета на главите и движещи се карети, теглени от коне. Филмът е заснет не по-късно от 31 август 1896 година.